# León (Nicaragua)
León (teljes nevén: Santiago de los Caballeros de León) egy város Nicaragua nyugati részén, az azonos nevű megye, León székhelye. Lakossága 2012-ben körülbelül 211 000 fő volt, amellyel az ország 2. legnagyobb települése. Területe nyugatról keleti irányban lassan emelkedik: míg nyugati városrészei alig 70 méterrel fekszenek a tenger szintje felett, addig keleti utcái már kétszer ilyen magasan húzódnak.

## Történet
A Momotombo vulkán kitörésének következtében 1610-ben a várost új, mai helyére, a Subtiava nevű indián falu közelébe költöztették. A régi település romjait ma León Viejo („öreg León”) néven ismerik.
Itt épült fel 1747 és 1814 között a közép-amerikai kisállamok legnagyobb székesegyháza, ami ma a kulturális világörökség része.
Egyetemét 1813-ban alapították, ezzel az ország szellemi központjává vált. Nicaragua mai fővárosával, Managuával egészen annak fővárossá nyilvánításáig versengett a vezető szerepért.

## Gazdaság
León mezőgazdasági és kereskedelmi központ. A legfontosabb ipari tevékenységek a gyapot- és fafeldolgozás, valamint a műtrágyák és növényvédő szerek gyártása.